# Кланице (Добрињ)
Кланице (хрв. Klanice) је насељено место у општини Добрињ, на острву Крк, Приморско-горанска жупанија, Хрватска.

## Историја
До територијалне реорганизације у Хрватској било је у саставу старе општине Крк.

## Становништво
У попису становништва из 2011. године, Кланице је имало 50 становника.
| Број становника према пописима | Број становника према пописима | Број становника према пописима | Број становника према пописима | Број становника према пописима | Број становника према пописима | Број становника према пописима | Број становника према пописима | Број становника према пописима | Број становника према пописима | Број становника према пописима | Број становника према пописима | Број становника према пописима | Број становника према пописима | Број становника према пописима | Број становника према пописима |
| ------------------------------ | ------------------------------ | ------------------------------ | ------------------------------ | ------------------------------ | ------------------------------ | ------------------------------ | ------------------------------ | ------------------------------ | ------------------------------ | ------------------------------ | ------------------------------ | ------------------------------ | ------------------------------ | ------------------------------ | ------------------------------ |
| 1857                           | 1869                           | 1880                           | 1890                           | 1900                           | 1910                           | 1921                           | 1931                           | 1948                           | 1953                           | 1961                           | 1971                           | 1981                           | 1991                           | 2001                           | 2011                           |
| 0                              | 0                              | 0                              | 89                             | 75                             | 66                             | 98                             | 90                             | 79                             | 70                             | 65                             | 51                             | 47                             | 48                             | 42                             | 50                             |

Напомена: Од 1857 до 1880. године подаци су садржани у насељу Свети Иван Добрињски. Од 1890. до 1910. године исказивано као део тог насеља.